# Municipio de Wolf Island
El municipio de Wolf Island (en inglés: Wolf Island Township) es un municipio ubicado en el condado de Mississippi en el estado estadounidense de Misuri. En el año 2010 tenía una población de 105 habitantes y una densidad poblacional de 0,7 personas por km².

## Geografía
El municipio de Wolf Island se encuentra ubicado en las coordenadas 36°43′57″N 89°15′25″O / 36.73250, -89.25694. Según la Oficina del Censo de los Estados Unidos, el municipio tiene una superficie total de 149.35 km², de la cual 147,6 km² corresponden a tierra firme y (1,17 %) 1,75 km² es agua.

## Demografía
Según el censo de 2010, había 105 personas residiendo en el municipio de Wolf Island. La densidad de población era de 0,7 hab./km². De los 105 habitantes, el municipio de Wolf Island estaba compuesto por el 62,86 % blancos, el 36,19 % eran afroamericanos y el 0,95 % eran de una mezcla de razas. Del total de la población el 0 % eran hispanos o latinos de cualquier raza.